# لي برانارد
لي برانارد (بالإنجليزية: Lee Barnard)‏، من مواليد 18 يوليو 1984 في رامفورد في إنجلترا، لاعب كرة قدم إنجليزي.
بدأ مسيرته الكروية مع نادي توتنهام هوتسبر في عام 2002، وهو يلعب معهم حتى الآن، وفي عام 2002 أعير إلى نادي إكستر، ولعب معهم مباراتين وسجل هدف واحد، وفي عام 2004 أعير إلى نادي ستيفيناج، ولعب معهم 3 مباريات، وفي موسم 2004/2005 لعب مع نادي ليتون أورينت، وشارك معهم في 10 مباراة، وفي عام 2005 أعير إلى نادي نورثامبتون، ولعب معهم 3 مباريات.

## روابط خارجية
- لي برانارد على موقع قاعدة بيانات كرة القدم.إي يو (الإنجليزية)
- لي برانارد على موقع Soccerbase.com (لاعب) (الإنجليزية)
- لي برانارد على موقع Soccerway.com (الإنجليزية)
- لي برانارد على موقع عالم كرة القدم.نت (الإنجليزية)
- لي برانارد على موقع كووورة
- لي برانارد على موقع AS.com (الإسبانية)